# Andrew MacLean
Pour les articles homonymes, voir MacLean.
Andrew MacLean (né le 3 octobre 1966 à Londres) est un coureur cycliste sud-africain.

## Palmarès
- 1991
  - 2e du Rapport Toer
- 1992
  - Tour du Cap
- 1993
  - Tour du Cap :
    - Classement général
    - 3e étape

  - 9e étape du Rapport Toer
  - 3e du Rapport Toer
- 1994
  - Tour du Cap
  - 12e étape du Rapport Toer
- 1996
  - 1re étape du Tour du Cap
  - 2e étape du Boland Bank Tour
  - 2e du Tour du Cap
  - 2e du Boland Bank Tour
- 1997
  - Tour du Cap
  - 4e étape du Boland Bank Tour
- 2009
  - 3e du Tour de Maurice
- 2010
  - Tour de Maurice :
    - Classement général
    - 3e étape